# アール・ハドソン
アール・ハドソン（1957年12月17日 - ）は、アメリカのミュージシャンで、バッド・ブレインズのドラマーとして最もよく知られている。1957年アラバマ州生まれのハドソンは、バンドのリードシンガーであるH.R.の弟である。バンド以外でのレコーディングや演奏はほとんどしていないが、バンドの長年のファンであるラッパーのリル・ジョンに誘われ、I Against Iの「Re-Ignition」の音を組み込んだ「Real Nigga Roll Call」をレコーディングした。彼はまた、H.R.のアルバムや、1980年代と1990年代のH.R.のライブバンドにも参加している。